# ツェツァ
ツェツァ（セルビア語:Цеца / Ceca）、本名スヴェトラナ・ラジュナトヴィッチ（Светлана Ражнатовић / Svetlana Ražnatović、1973年6月14日 - ）、旧姓ヴェリチュコヴィッチ Величковић / Veličković）は、ユーゴスラビア社会主義連邦共和国・セルビア社会主義共和国（現在のセルビア共和国）のジトラジャ（Žitorađa） で生まれた歌手であり、バルカン半島一円で人気を得ている。
ツェツァはバルカン半島のミュージシャンのなかではもっともギャラが高い一人として知られている。ツェツァは同地の民俗音楽や、それを土台にしたバルカン半島の流行音楽のジャンルであるターボ・フォーク（ポップ・フォーク）の歌手として活動を始め、やがてよりモダンな民俗的ダンスミュージックへと発展していった。その作風は東ヨーロッパ、ラテン、中近東などの音楽の要素を織り交ぜたものである。彼女はまた、西ヨーロッパなどに住むバルカン半島系の住民の間でも絶大な人気を誇っている。

## 初期
ツェツァは9歳のときに、彼女の出身地であるセルビア共和国のジトラジャ（Žitorađa）で歌を始めた。彼女は獣医高校を卒業している。
彼女の音楽業界でのデビューは1988年、当時14歳であった。彼女はサラエヴォで行われたイリジャ（Ilidža）音楽フェスティバルに出場し、彼女の曲「Cvetak zanovetak」（口やかましい花）は喝采を浴びた。彼女をサポートしていたのは作曲家でフォークロアのプロデューサであるドブリヴォイェ・ドツァ・イヴァンコヴィッチ（Dobrivoje Doca Ivanković）であった。イヴァンコヴィッチは1970年代から1980年代にかけて数多くのミュージシャンを手がけて成功を収めた人物である。彼が手がけたミュージシャンとしてはシャバン・シャウリッチ（Šaban Šaulić）などが代表的である。
ツェツァの最初の2枚のアルバム（1988年の『Cvetak zanovetak』 、および1989年の『Ludo srce』）はセルビアの民俗音楽に、いくらかの曲はよりモダンな要素を織り交ぜたスタイルであった（「Lepotan」、「Volim te」など）。
彼女の3枚目のアルバム『To Miki to』はユーゴスラヴィア全体で大ヒットとなった。アルバムの売り上げは35万部にのぼり、ベオグラード・ラジオ・テレビ所有のレコードレーベル「PGP-RTB」のトップセラー、そしてユーゴスラヴィア全域で3番目によく売れる女性フォークロア歌手となった。彼女は4枚目のアルバム『Babaroga』（1991年）でも同様のスタイルを用い、また彼女の18歳の誕生日パーティの映像を含んだミュージック・クリップ（「Hej vršnjaci」）が付属された。

## 大ヒット後
彼女はフタ、マリナ・トゥツァコヴィッチとともに仕事を続け、また現在でもトゥツァコヴィッチの弟子であるアレクサンダル・ミリッチ・ミリと仕事を続けている。ツェツァの次のアルバム 『Sta je to u tvojim venama/Kukavica』（1993年）、『Ja još spavam u tvojoj majici』（1994年）、そして大ヒット曲「Beograd」（ベオグラード）を収録したアルバム『Fatalna ljubav』（1995年）によって、大きく人気を伸ばした。そして1996年のアルバム『Emotivna luda』では、よりモダンな音楽、ビデオなど、それまでより発展した内容となっており、彼女の人気はさらに高まった。
1997年のアルバム『Maskarada』でも彼女は成功を収めた。同アルバムに収録された『Nevaljala』は1997年、セルビアで17週連続でナンバー1という前代未聞の大記録を打ち立てた。彼女は2人の子供アナスタシア（Anastasija）とヴェリコ（Veljko）の誕生、そして彼女の夫、アルカンを襲った悲劇から音楽活動はややペースを落とし、不規則になったが、その後も『Maskarada』（1997年）、『Ceca 2000』（1999年）、
『Decenija』（2001年）、『Gore od ljubavi』（2004年）、『Idealno loša』（2006年）とアルバムをリリースし続けている。彼女は幾らかの欧州のレコード会社からたびたびもちかけられた契約の誘いを、時間がないことを理由に全て断っている。彼女のアルバムは主にバルカン諸国を中心にトータル1000万枚が買われ、その16年に及ぶキャリアを鑑み「バルカンの女王」の異名を勝ち取るまでに至った。

### Nevaljala
1997年のヒットソング「Nevaljala」は、セルビアのポップミュージック史上初の17週連続1位という快挙を成し遂げている。この曲は同年のアルバム『Maskarada』の目玉曲となった。アルバムは発売された週だけで40万枚を売り上げている。

### Bruka
ツェツァのもうひとつの特筆すべきヒット曲は2001年のヒット曲「Bruka」で、ツェツァ自身によって築かれた前述の17週連続1位の記録を打ち破るかというところまで迫ったはものの結局15週連続1位となった。この曲は2001年のアルバム『Decenija』からのシングルである。この曲が11月の後半であり、多くのアーティストが集中的にリリースする冬季の祝祭シーズンに先駆けてリリースされたため、より大きなヒットとなったとも言われている。この曲はセルビア以外の多くの国々でもチャート1位の座を獲得した。クロアチアでは、この曲は4週間後にはラジオ放送されなくなった。その理由として、これ以上クロアチア国内の歌手の曲を外国曲と競わせ続けるべきではない、といったものであった。しかしその後もクロアチアでのこの曲の大ヒットは続いた。ボスニア・ヘルツェゴヴィナでもこの曲は大ヒットしていた。結局、この曲はセルビアの音楽批評家たちの間で2001年最大のヒット曲として認知されるまでに至った。

## コンサート
ツェツァは多くのコンサートを行っている。そのなかの特に注目すべき一部には次のようなものがある。
- 1993年 - ベオグラードのタシュマイダン・スタジアム（Tašmajdan Sports Centre）にて。観衆 12,000 人（ツェツァの初めての大型のコンサート。ヒット曲 「Kukavica」を7回も歌った。）
- 1994年 - ベオグラードのパイオニア・ホール（Hala Pionir、英Pionir Hall） にて。観衆 12,000 人
- 1995年 - ベオグラードのHala Pionir　にて。観衆 15,000 人
- 2002年6月 - スタディオン・ツルヴェナ・ズヴェズダ（通称マラカナ。レッドスター・ベオグラードのホームスタジアム。当時のセルビアで最大級のコンサートホールである）にて。観衆はおよそ 100,000 人
- 2002年 - ボスニア・ヘルツェゴビナのバニャ・ルカのボラツ・スタジアム (Borac Banja Luka)にて。 観衆 30,000 人。
- 2005年 - スロヴェニア共和国リュブリャナのテォヴォリ・ホール (Tivoli Hall)にて。観衆10,000人。
- 2005年 - マケドニア共和国スコピエの国立フットボール・スタジアムにて。観衆 45,000 人。
- 2006年1月13日 - セルビア共和国ニシュにて、無料コンサート。セルビア正教会の新年祝賀の一端として行われた。観衆およそ 80,000 人。マケドニア共和国、ブルガリア、モンテネグロからもファンが押し寄せた。
- 2006年6月17日 - ベオグラードのウシュチェ（Ušće）にて。観衆 150,000 人。
- 2006年9月14日 - ブルガリアのソフィア、ヴァシル・レフスキ国立競技場（Vasil Levski National Stadium）にて。観衆 15,000 人。
- 2006年10月4日 - ヤゴディナ（Jagodina）にて。観衆 30,000 人。
- 2007年1月13日 - セルビア正教会の新年祝賀のため、ベオグラードでセルビア民主党（Democratic Party of Serbia）-新セルビア (New Serbia)政党連合 によって催されたイベントにて。このイベントには他に リブリャ・チョルバ（Riblja čorba）、ネガティヴ（Negative）、アイズバーン（Eyesburn）、ランボー・アマデウス（Rambo Amadeus）といったアーティストが参加した。ツェツァはこのイベントの目玉であり、午後10時40分から翌日の深夜12時05分までにわたって350,000人の観衆のまえで歌った。イベントにはセルビアのヴォイスラヴ・コシュトニツァ首相や資本投資大臣ヴェリミル・イリッチ（Velimir Ilić）、詩人のマティヤ・ベチコヴィッチ（Matija Bećković）、サンダ・ラシュコヴィッチ＝イヴィッチ（Sanda Rašković-Ivić）らも参加していた。

## 批判と論争
1995年 ツェツァはセルビアの武装民兵組織セルビア義勇親衛隊（Serbian Volunteer Guard、通称アルカン・タイガー）のリーダーであり、同時代のベオグラードで最も有名な犯罪者の一人として知られるアルカンことジェリコ・ラジュナトヴィッチと結婚した。いくらかのセルビア人にとってアルカンは民族的英雄である一方、その他の人にとっては彼は単に凶悪犯に過ぎない。アルカンとツェツァの結婚はテレビや新聞で報じられ、祝福された。ツェツァの夫となったアルカンは2000年1月15日、ベオグラードで暗殺され、ツェツァには2人の子供が残された。アルカンは頭部を撃たれた後もしばらく生き、病院に運ばれる途中、ツェツァに抱かれて死を遂げたとも言われている。18ヶ月に及ぶ服喪の後にテレビに姿を現したツェツァは、「私の半分はあの日に死んでしまった。私は彼を愛しているし、これからもずっと彼だけを愛している。」と語った。ツェツァは彼女の前でアルカンを非難することを決して許さなかった。彼女はその後2007年に至るまで再婚はせず、まだ他の誰とも関係を持っていなかった。
ツェツァは2000年の3月に、マフィア組織ゼムン・クランへの支援を通して当時のセルビアの首相ゾラン・ジンジッチ暗殺を幇助し、また武器を不法に所持していたとして逮捕され、4ヶ月にわたって拘束された。しかし彼女にかけられた容疑は、後に全て晴れている。また同じ時期に、ツェツァは自身が保有するベオグラードのサッカークラブ・FKオビリッチでの不正な金融取引の容疑で起訴された。
ジンジッチ首相暗殺の件での公判中に、被告人であるBagziことデヤン・ミレンコヴィッチ（Dejan Milenković）が「ツェツァはジェリコ・ミトロヴィッチ（Željko Mitrović。テレビ局RTV Pinkのオーナー）の拉致計画にかかわった」と発言した。これによって、ツェツァは同テレビ局での出演を禁止された。2007年10月、ツェツァのRTV Pink出演禁止が解除されたことが確認された。
彼女のクロアチア、ボスニア・ヘルツェゴヴィナでの人気は大きな論争となっている。ボスニア・ヘルツェゴヴィナではスルプスカ共和国を除いた地域ではツェツァの楽曲は放送されない。ツェツァは夫アルカンのことに関連して、ボスニア人やクロアチア人から大きな非難を受け、彼らによってツェツァ自身が戦争犯罪人呼ばわりされている。ツェツァは「全てのファンを愛しているし、歓迎している」と語る一方、「ザグレブやサラエヴォでは決してコンサートをしない」とも述べている。

## その他の活動

### 俳優
ツェツァは17歳のときに映画「Nečista krv」（意訳：不純な血）に出演し、美しいジプシーの歌手・ダンサーコシュタナの役を演じている。この映画はストヤン・ストイチッチ（Stojan Stojčić）監督で、セルビアの作家であり劇作家のボリサヴ・スタンコヴィッチ（Borisav Stanković）の作品を土台としたものである。
彼女はまたRade Šerbedžija, Ljuba Tadićなどにも出演したものの、彼女はその内容に満足せず、彼女の出演シーンを「出来が悪いため」削除するように求めたりしている。 製作は難航し、完成までに多くの時間を費やしたうえ、1996年の封切り時に大きな評価を得ることはできなかった。

### サッカー
ツェツァは死亡した夫アルカンから所有していたサッカークラブ・FKオビリッチを相続し、その所有者となった。彼女は時として試合会場に毛皮のコートに身を包んで表れ、下手なプレーをした選手に対して厳しい罰を強要したりした。FKオビリッチはかつてユーゴスラヴィアのトップチームであったが、この頃はランクを落としていっていた。
2001年9月、ユーゴスラビアサッカー協会のミリャン・ミリャニッチ会長が辞任した際には、報道機関は公然と「最も美しい会長」をと、ツェツァを会長に推すキャンペーンを行った。しかし、実際に会長に選ばれたのは元レッドスター・ベオグラードの選手ドラガン・ストイコビッチ（かつて名古屋グランパスエイトでもプレーした選手（2008年から同クラブの監督）であり、日本人にとっても馴染み深い選手）であった。

### 政治
ツェツァは、彼女の夫であり悪名高い戦争犯罪者であるアルカンによって設立された極右政党セルビア統一党（SSJ）の名誉総裁の地位を約束されていた。彼女は直接政治にはかかわらず、夫のために名誉職のみを求めた。アルカンの死後、党首となったボリスラヴ・ペレヴィッチ（Borislav Pelević）と多くの問題で衝突したツェツァは、現在は完全に政治から身を引いている。
2004年3月17日の夜、ツェツァはアルカンに近しいマフィア組織の構成員であるクリスティヤン・ゴルボヴィッチ（Kristijan Golubović）とともにベオグラードの政府官邸前でデモを行い、コソヴォでのセルビア人と300を超えるセルビア正教会の教会の危機を訴えた。これにあおられたセルビア人の群衆によってベオグラードのバイラクリ・モスク（Bajrakli Mosque）とニシュのアギナ・モスク（Agina Mosque）が破壊された。

### チャリティー
ツェツァは人道主義基金「第3の子」の代表である。同基金の目的はセルビアでの出生率を上げることを目標に、3人以上の子どもを持つ家族に対する支援を行うことである。2004年3月、コソヴォにおいてセルビア系住民に対する大規模な迫害が行われたコソボ暴動（2004 unrest in Kosovo）以降、彼女は何度かチャリティ・コンサートを行い、コソヴォに住むセルビア人のために、食料、衣料品その他必要物資を買うための資金を集めている。

## ディスコグラフィー
- Cvetak Zanovetak (1988)
- Ludo srce (1989)
- To Miki (1990)
- Babaroga (1991)
- Šta je to u tvojim venama (1993)
- Ja još spavam u tvojoj majici (1994)
- Fatalna ljubav (1995)
- Emotivna luda (1996)
- Maskarada (1997)
- Ceca 2000 (1999)
- Decenija (2001)
- Gore od ljubavi (2004)
- London MIX (2005)
- Idealno loša (2006)

## その他
- 2006年7月29日、彼女はマケドニア共和国のオフリド湖で行われたイベントに出演、新アルバム『Idealno loša』からたった3曲（「Lepi grome moj」「Pile」「Manta manta」）歌っただけで、5万ユーロが彼女に支払われたと伝えられている。
- 彼女の曲「Pile」は夫アルカンのために書かれたもの。
- 彼女はセルビアでもっとも優れた伝統歌謡歌手の一人といわれている。
- 身長は173センチメートル。
- 彼女のニックネームは"Ceca Nacionale"、"女神"（Boginja）、"Ceki."など。
- アメリカ合衆国、カナダ、オーストラリアはツェツァへのビザ発給を、セルビアの地下犯罪組織との関わりを理由に拒否している。
- 2006年、テレビ局B92ネットワークで放送されているリアリティ番組「Big Brother」セルビア版において、出演者たちにツェツァの名を出すことを禁止し、ある女性の出演者がツェツァの曲を聴きたいと求めたのに対しこれを拒絶した。
- 彼女はコンサートにおいて民族音楽である「Zajdi, zajdi」や「Đurđevdan」をよく歌う。
- 報道において、彼女はたびたび「セルビア・フォークのシンボル」「フォーク・ディーヴァ」と形容される。
- 2007年、彼女へのインタビューの中で、彼女は夫の死後7年以上にわたって禁欲を貫き続けていると言明していた。
- 2007年10月、マケドニア共和国の歌手トシェ・プロエスキの葬儀に駆けつけた。
- 2007年12月、アルカンと死別してから長らく一人でいたツェツァに新しい恋人が出来たと報じられた[4][5]。また、ツェツァは姓をアルカンの「ラジュナトヴィッチ」から、旧姓の「ヴェリチュコヴィッチ」に戻したといわれている。